# 馬金 (澳大利亞國會選區)
馬金選區（英語：Division of Makin），是澳大利亞南澳大利亞州的下議院選區，位於該首府阿德萊德東北郊。面積115平方公里。
選區始於1984年，紀念國會議員諾曼·馬金。是工黨和自由黨競爭的選區。自2004年以來任當區議員的是工黨的習比雅。